# Brachyhesma isae
Brachyhesma isae är en biart som beskrevs av Exley 1977. Brachyhesma isae ingår i släktet Brachyhesma och familjen korttungebin. Inga underarter finns listade.

## Bildgalleri

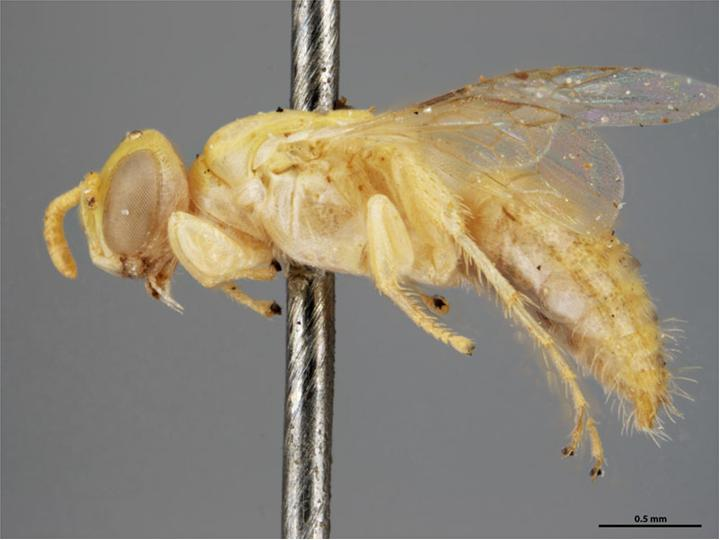